# Pavle Vagić
Pavle Vagić (Malmö, 2000. január 24. –) svéd korosztályos válogatott labdarúgó, a Hammarby középpályása.

## Pályafutása

### Klubcsapatokban
Vagić a svédországi Malmö városában született. Az ifjúsági pályafutását a helyi Malmö akadémiájánál kezdte.
2017-ben mutatkozott be a Malmö első osztályban szereplő felnőtt csapatában. 2017. október 29-én, a Sirius ellen idegenben 4–0-ra megnyert mérkőzés 64. percében, Carlos Strandberget váltva debütált. A következő szezonokban a másodosztályú Jönköpings Södra és Mjällby, illetve az első osztályú Eskilstuna csapatait erősítette kölcsönben.
2021. augusztus 12-én a norvég első osztályban érdekelt Rosenborghoz igazolt. Először a 2021. augusztus 22-ei, Odd ellen 5–0-ra megnyert találkozón lépett pályára. 2022. július 15-én a Hammarby csapatához szerződött. 2022. július 17-én, az Elfsborg ellen hazai pályán 3–0-ra megnyert bajnoki 67. percében, Joel Nilssont váltva debütált.

### A válogatottban
Vagić az U15-östől az U21-esig szinte minden korosztályban képviselte Svédországot.
2020-ban debütált az U21-es válogatottban. Először 2020. november 18-án, Olaszország ellen 4–1-re elvesztett U21-es EB-selejtezőn lépett pályára.

## Statisztikák
2022. november 6. szerint
| Klub                          | Szezon   | Osztály     | Bajnokság | Bajnokság | Kupa  | Kupa | Nemzetközi | Nemzetközi | Összesen | Összesen |
| Klub                          | Szezon   | Osztály     | Meccs     | Gól       | Meccs | Gól  | Meccs      | Gól        | Meccs    | Gól      |
| ----------------------------- | -------- | ----------- | --------- | --------- | ----- | ---- | ---------- | ---------- | -------- | -------- |
| Malmö                         | 2017     | Allsvenskan | 2         | 0         | 0     | 0    | —          | —          | 2        | 0        |
| Malmö                         | 2018     | Allsvenskan | 1         | 0         | 0     | 0    | —          | —          | 1        | 0        |
| Malmö                         | 2020     | Allsvenskan | 0         | 0         | 2     | 1    | —          | —          | 2        | 1        |
| Malmö                         | 2021     | Allsvenskan | 7         | 0         | 1     | 0    | —          | —          | 8        | 0        |
| Malmö                         | Összesen | Összesen    | 10        | 0         | 3     | 1    | 0          | 0          | 13       | 1        |
| Jönköpings Södra (kölcsönben) | 2018     | Superettan  | 12        | 1         | 0     | 0    | —          | —          | 12       | 1        |
| Jönköpings Södra (kölcsönben) | 2020     | Superettan  | 18        | 0         | 0     | 0    | —          | —          | 18       | 0        |
| Jönköpings Södra (kölcsönben) | Összesen | Összesen    | 30        | 1         | 0     | 0    | 0          | 0          | 30       | 1        |
| Mjällby (kölcsönben)          | 2019     | Superettan  | 10        | 2         | 0     | 0    | —          | —          | 10       | 2        |
| Eskilstuna (kölcsönben)       | 2019     | Allsvenskan | 5         | 1         | 0     | 0    | —          | —          | 5        | 1        |
| Rosenborg                     | 2021     | Eliteserien | 9         | 0         | 1     | 0    | —          | —          | 10       | 0        |
| Rosenborg                     | 2022     | Eliteserien | 11        | 0         | 1     | 0    | —          | —          | 12       | 0        |
| Rosenborg                     | Összesen | Összesen    | 20        | 0         | 2     | 0    | 0          | 0          | 22       | 0        |
| Hammarby                      | 2022     | Allsvenskan | 12        | 0         | 0     | 0    | —          | —          | 12       | 0        |
| Összesen                      | Összesen | Összesen    | 87        | 4         | 5     | 1    | 0          | 0          | 92       | 5        |

## Sikerei, díjai
Malmö
- Allsvenskan
  - Bajnok (3): 2017, 2020, 2021

- Svéd Kupa
  - Döntős (2): 2017–18, 2019–20

## Fordítás
Ez a szócikk részben vagy egészben  a   Pavle Vagić című angol Wikipédia-szócikk fordításán alapul.  Az eredeti cikk szerkesztőit annak laptörténete sorolja fel. Ez a jelzés csupán a megfogalmazás eredetét és a szerzői jogokat jelzi, nem szolgál a cikkben szereplő információk forrásmegjelöléseként.